# Lophojoppa suffulta
Lophojoppa suffulta là một loài tò vò trong họ Ichneumonidae.